# Ernesto Javier Chevantón
Ernesto Javier Chevantón Espinosa (Juan Lacaze, 12 de agosto de 1980) es un exfutbolista uruguayo. Jugaba de delantero. 

## Carrera

### Danubio
Club del debut. Permaneció aquí desde 1997 hasta 2001.

### Lecce
Fue descubierto por el director deportivo Pantaleo Corvino del U.S. Lecce y firmado en el verano de 2001. A pesar de sus 12 goles en 27 partidos, Lecce fue relegado esa temporada a la Serie B (Italia) y Chevantón se quedó con ellos. Su presencia sería vital, anotando 18 goles en 30 partidos para el ascenso del Lecce a la Serie A (Italia). En la Serie A 2003-04 fue el cuarto máximo goleador del torneo con 19 goles y se convirtió en el máximo goleador de toda la historia del Lecce, superando al ex-internacional argentino Pedro Pasculli.

### Monaco
Después de la baja de Fernando Morientes (volviendo a Real Madrid Club de Fútbol después de su período de cesión) y Dado Pršo (que se convirtió en agente libre después de no llegar a un acuerdo para renovar), Didier Deschamps estaba buscando reforzar el ataque e hizo una oferta por Chevantón. En julio de 2004, firmó un contrato de cuatro años con el Mónaco por un contrato de € 10M. Semanas más tarde, fue firmado Mohamed Kallon y se espera una gran pareja de ataque.
Por desgracia, se lesionó en agosto de 2004 y Javier Saviola fue contratado como reemplazo. Chevantón estaba listo para jugar de nuevo en octubre pero se lesionó de nuevo en enero. Finalmente regresó en febrero, y anotó su primer gol en la Ligue 1 el 16 de abril de 2005. Esa temporada marcó 10 goles en la Liga, solo un gol menos que Kallon pero por delante de la futura estrella Emmanuel Adebayor. Saviola salió, lo que favoreció a Shabani Nonda. Fueron finalistas de la Liga de Campeones de la UEFA 2003-04 pero los rojiblancos no fueron capaces de marcal al Fútbol Club Oporto (3-0).
En la temporada 2005-06, Nonda fue liberado y Kallon se marchó cedido. Chevantón y Adebayor se convirtieron en la pareja de delanteros titular bajo las órdenes de Deschamps. Se perdió algunos partidos en agosto de 2005, incluyendo la vuelta de los dieciseisavos de la Liga de Campeones de la UEFA 2004-05. En octubre, Francesco Guidolin se convirtió en el nuevo entrenador, y Chevantón se mantuvo como uno de los goleadores de la liga. Sin embargo, él no jugaba en la Liga Europea de la UEFA, debido a un problema físico y la rotación del equipo. En enero de 2006, Christian Vieri y Marco Di Vaio fueron firmados y Adebayor se vendió (que también sufrió una lesión). Él se operó de rodilla en enero de 2006 y regresó a los terrenos de juegos el 7 de febrero, en las semifinales de la Copa de Francia. En el mismo mes, jugó como suplente en los treintaidosavos de la Copa de la UEFA. En la liga jugó 11 partidos de liga consecutivos desde la jornada 28 (25 de febrero) y casi marcó en todos los partidos (7 goles en 7 partidos diferentes). Chevantón se convirtió en el máximo goleador del equipo en la liga con 10 goles por su actuación en la segunda mitad de la temporada, por delante de Di Vaio y el extremo Olivier Kapo que marcó 5 goles en la liga.

### Sevilla

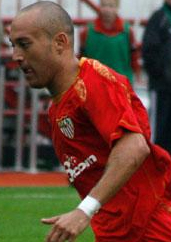

El 1 de agosto de 2006, fue fichado para jugar de titular la Copa de la UEFA 2005-06 por 8 millones de euros y se acordó un contrato de 5 años. El jugador era una apuesta del director deportivo del club sevillano, Monchi El comienzo de la temporada de Chevantón en el Sevilla empezó con una lesión en la espalda que lo dejó apartado las primeras semanas, pero él anotó cuatro goles para el Sevilla en la copa de la UEFA ante el Sporting Clube de Braga, AZ Alkmaar, FK Shajtar Donetsk y Grasshopper, y anotó su primer gol de la Primera División de España 2006/07 a través de una chilena en casa ante el Real Madrid el 9 de diciembre de 2006, que condujo a la victoria 2-1 del equipo local (celebró el gol simulando que se pegaba un tiro en la cabeza). El Sevilla se enfrentó por segunda vez en la temporada contra el Real Madrid y Chevantón anotó otro gol con un tiro libre excelente. El charrúa era conocido por Chevagol y tenía muy buena relación con Biris Norte. Destacando su excelentes disparos de falta. Según confirmó años más tarde estuvo cerca de fichar por Club Atlético River Plate al salir del club sevillista pero no se dio el pase.

### Atalanta
El 26 de noviembre de 2009, consiguió el permiso de la Seria A, y finalmente llegó a un acuerdo de préstamo con el Sevilla. El jugador llegó al club el 2 de enero de 2010, hasta el final de la temporada 2009-10.

### Lecce
El 23 de agosto de 2010, Chevantón volvió a su antiguo club Lecce. Su contrato con el Sevilla se dio por terminado en los primeros días.

### Colón de Santa Fe
En julio de 2011, Lecce no renovó su contrato y fue contratado por el equipo argentino Club Atlético Colón.

### Lecce
En el verano de 2012, se incorporó a Lecce, ahora en la Lega Pro Prima Divisione, por tercera vez, después de su descenso a la Serie A en 2011-12 y posterior expulsión de la Serie B por su participación en el escándalo del Calcio Scommesse. En este club italiano es considerado una leyenda por el desempeño que dio con esa camiseta. 

### Queens Park Rangers
Luego de un paso por el Lecce, el 25 de septiembre de 2013 firma un contrato con el Queens Park Rangers de la Football League Championship de Inglaterra de tres meses de duración. El día 25 de octubre de 2013 protagoniza su debut en la victoria 2-0 frente al Barnsley, pero no se adaptó y rescindió su contrato en Navidad.

### Liverpool
Luego de 13 años jugando en el exterior, el 28 de enero de 2014 regresa a Uruguay, donde firma contrato con el Liverpool Fútbol Club. Convirtió su primer gol con el negriazul el 8 de febrero frente a Montevideo Wanderers, durante la segunda fecha del torneo clausura. Durante la 3 fecha del mismo torneo, jugando por primera vez en su carrera contra su primer equipo Danubio, fue expulsado a los 7 minutos del partido. El 12 de abril de 2014 marca al minuto 27 el 1 - 0 de una victoria 2 - 0 contra el Club Atlético Rentistas.

### Soccer Dream Parabita
Después de dos años retirado de los terrenos de juego, decide de jugar a nivel amatorial con Soccer Dream Parabita, un club de la provincia de Lecce.

### Retirada deportiva y años posteriores
En septiembre del 2015 Javier Chevantón anunció su retiro definitivo del fútbol profesional, agradeciendo por su carrera a todos los clubes de los que formó parte y a sus representantes, el empresario uruguayo Francisco "Paco" Casal y Daniel Delgado. En septiembre de 2021 obtuvo el certificado de entrenador de la UEFA, para poder ejercer ese cargo en las ligas de Europa.

## Selección nacional
Su mala relación con el ex-seleccionador de Uruguay Jorge Fossati limitó su tiempo de juego de la selección nacional. Después de un largo período fuera de la selección nacional Chevantón volvió finalmente al equipo nacional de Uruguay para la clasificación de la Copa Mundial de Fútbol de 2010 en septiembre para los partidos contra Argentina y Bolivia en octubre, ocupando el lugar del lesionado Diego Forlán. Chevantón jugó el partido contra Argentina como sustituto de Sebastián Abreu mientras se asoció principalmente con Luis Alberto Suárez y Edinson Cavani durante el partido. Chevantón abandonó la selección tras el encuentro contra Bolivia y no fue llamado de nuevo debido a la aptitud personal y la competencia entre los mejores delanteros de Uruguay.

### Participaciones en la selección sub-20
| Copa                        | Sede      | Resultado    | Partidos | Goles |
| --------------------------- | --------- | ------------ | -------- | ----- |
| Sudamericano Sub-20 de 1999 | Argentina | Subcampeón   | 6        | 4     |
| Copa Mundial Sub-20 de 1999 | Nigeria   | Cuarto lugar | 6        | 4     |

### Participaciones en Copas América
| Copa              | Sede     | Resultado    | Partidos | Goles |
| ----------------- | -------- | ------------ | -------- | ----- |
| Copa América 2001 | Colombia | Cuarto lugar | 1        | 1     |

## Clubes
| Club                | País       | Año       |
| ------------------- | ---------- | --------- |
| Danubio             | Uruguay    | 1997-2001 |
| Lecce               | Italia     | 2001-2004 |
| Mónaco              | Francia    | 2004-2006 |
| Sevilla             | España     | 2006-2009 |
| Atalanta            | Italia     | 2009-2010 |
| Lecce               | Italia     | 2010-2011 |
| Colón               | Argentina  | 2011-2012 |
| Lecce               | Italia     | 2012-2013 |
| Queens Park Rangers | Inglaterra | 2013-2014 |

### Estadísticas
| Club                           | Temporada           | Liga     | Liga  | Copas nacionales | Copas nacionales | Copas internacionales | Copas internacionales | Total    | Total |
| Club                           | Temporada           | Partidos | Goles | Partidos         | Goles            | Partidos              | Goles                 | Partidos | Goles |
| ------------------------------ | ------------------- | -------- | ----- | ---------------- | ---------------- | --------------------- | --------------------- | -------- | ----- |
| Danubio · Uruguay              | 1997                | 1        | 0     | -                | -                | -                     | -                     | 1        | 0     |
| Danubio · Uruguay              | 1998                | 1        | 0     | -                | -                | -                     | -                     | 1        | 0     |
| Danubio · Uruguay              | 1999                | 9        | 3     | -                | -                | -                     | -                     | 9        | 3     |
| Danubio · Uruguay              | 2000                | 35       | 36    | -                | -                | -                     | -                     | 35       | 36    |
| Danubio · Uruguay              | 2001                | 16       | 14    | -                | -                | -                     | -                     | 16       | 14    |
| Danubio · Uruguay              | Total               | 62       | 53    | -                | -                | -                     | -                     | 62       | 53    |
| Lecce · Italia                 | 2001/2002           | 27       | 11    | 0                | 0                | -                     | -                     | 27       | 11    |
| Lecce · Italia                 | 2002/2003           | 30       | 16    | 3                | 2                | -                     | -                     | 33       | 18    |
| Lecce · Italia                 | 2003/2004           | 30       | 19    | 1                | 1                | -                     | -                     | 31       | 20    |
| Lecce · Italia                 | Total               | 87       | 46    | 4                | 3                | -                     | -                     | 91       | 49    |
| Mónaco Francia                 | 2004/2005           | 27       | 10    | 4                | 1                | 8                     | 4                     | 39       | 15    |
| Mónaco Francia                 | 2005/2006           | 23       | 10    | 2                | 0                | 3                     | 1                     | 28       | 11    |
| Mónaco Francia                 | Total               | 50       | 20    | 6                | 1                | 11                    | 5                     | 67       | 26    |
| Sevilla · España               | 2006/2007           | 17       | 4     | 4                | 1                | 5                     | 4                     | 26       | 9     |
| Sevilla · España               | 2007/2008           | 8        | 1     | 4                | 2                | 0                     | 0                     | 12       | 3     |
| Sevilla · España               | 2008/2009           | 8        | 3     | 1                | 0                | 2                     | 0                     | 11       | 3     |
| Sevilla · España               | 2009/2010           | 1        | 0     | 0                | 0                | -                     | -                     | 1        | 0     |
| Sevilla · España               | Total               | 34       | 8     | 9                | 3                | 7                     | 4                     | 50       | 15    |
| Atalanta · Italia              | 2010                | 12       | 2     | 0                | 0                | -                     | -                     | 12       | 2     |
| Atalanta · Italia              | Total               | 12       | 2     | 0                | 0                | -                     | -                     | 12       | 2     |
| Lecce · Italia                 | 2010/2011           | 14       | 2     | 2                | 2                | -                     | -                     | 16       | 4     |
| Lecce · Italia                 | Total               | 14       | 2     | 2                | 2                | -                     | -                     | 16       | 4     |
| Colón Argentina                | 2011/2012           | 15       | 6     | 1                | 0                | -                     | -                     | 16       | 6     |
| Colón Argentina                | Total               | 15       | 6     | 1                | 0                | -                     | -                     | 16       | 6     |
| Lecce · Italia                 | 2012/2013           | 13       | 6     | 1                | 0                | -                     | -                     | 14       | 6     |
| Lecce · Italia                 | Total               | 13       | 6     | 1                | 0                | -                     | -                     | 14       | 6     |
| Queens Park Rangers Inglaterra | 2013                | 2        | 0     | 0                | 0                | -                     | -                     | 2        | 0     |
| Queens Park Rangers Inglaterra | Total               | 2        | 0     | 0                | 0                | -                     | -                     | 2        | 0     |
| Liverpool · Uruguay            | 2014                | 9        | 3     | -                | -                | -                     | -                     | 9        | 3     |
| Liverpool · Uruguay            | Total               | 9        | 3     | -                | -                | -                     | -                     | 9        | 3     |
| Total en su carrera            | Total en su carrera | 299      | 147   | 23               | 9                | 18                    | 9                     | 339      | 164   |

## Palmarés

### Campeonatos nacionales
| Título              | Club    | Lugar  | Año  |
| ------------------- | ------- | ------ | ---- |
| Copa del Rey        | Sevilla | España | 2007 |
| Supercopa de España | Sevilla | España | 2007 |

### Campeonatos internacionales
| Título              | Club    | Sede    | Año  |
| ------------------- | ------- | ------- | ---- |
| Supercopa de Europa | Sevilla | Mónaco  | 2006 |
| Copa de la UEFA     | Sevilla | Glasgow | 2007 |

### Distinciones individuales
| Distinción                                         | Año  |
| -------------------------------------------------- | ---- |
| Máximo goleador del Campeonato Uruguayo (33 goles) | 2000 |

## Récords
- Goleador del Campeonato Uruguayo 2000 con 33 goles (en 33 partidos), ubicándose en el tercer puesto histórico, por detrás de Fernando Morena, quien convirtiera 34 goles en el Campeonato Uruguayo de 1975, y 36 en el de 1978 (ambos en 22 partidos).